# Olszynka (rejon smorgoński)
Olszynka (biał. Галяшонкі; ros. Голешонки) − wieś na Białorusi, w obwodzie grodzieńskim, w rejonie smorgońskim, w sielsowiecie Korzenie.
Dawniej używana nazwa – Oleszonki.

## Historia
W czasach zaborów wieś w gminie Smorgonie, w powiecie oszmiańskim, w guberni wileńskiej Imperium Rosyjskiego. W 1905 roku liczyła 73 mieszkańców, 64 dziesięciny.
W latach 1921–1945 wieś leżała w Polsce, w województwie wileńskim, w powiecie oszmiańskim, w gminie Smorgonie.
W 1931 wieś w 17 domach zamieszkiwało 121 osób.
Wierni należeli do parafii rzymskokatolickiej w Smorgoniach i prawosławnej w Cicinie. Miejscowość podlegała pod Sąd Grodzki w Smorgoniach i Okręgowy w Wilnie; właściwy urząd pocztowy mieścił się w Smorgoniach.
Po II wojnie światowej w granicach Związku Sowieckiego. Od 1991 w niepodległej Białorusi. Do 2008 roku w sielsowiecie Białkowszczyzna.